# Ziarno fotografii
Ziarno fotografii – polski telewizyjny film fabularny wyreżyserowany przez Jacka Linka-Lenczowskiego z 1984 roku.

## Opis fabuły
Kiedy Piotr, jako dojrzały mężczyzna, przegląda rodzinne fotografie budzą się w nim wspomnienia. Wraca on wtedy do czasów swojego dzieciństwa, które wyzwalają w nim zarówno emocje, jak i refleksje związane z wartościami, tradycją i kulturowym dziedzictwem, jakie otrzymał od ojca i matki.

## Obsada
Źródło: 
- Jan Englert – Piotr
- Zygmunt Hübner – Jakub, ojciec Piotra
- Manuela Kiernikówna – Natalia, matka Piotra
- Lech Mackiewicz
- Jerzy Nowak – żebrak
- Piotr Furtak
- Wanda Wróblewska – Jola
- Bożena Rogalska
- Wanda Węsław (napisy: Węsławówna) – Józefowa
- Andrzej Mrozek
- Danuta Balicka
- Zbigniew Preisner – pianista (pominięty w napisach)

## Pozostałe informacje
W niektórych fragmentach filmu widoczne są obrazy autorstwa Zygmunta Radnickiego.